# Рут Воррік
Рут Елізабет Воррік (англ. Ruth Elizabeth Warrick, нар. 29 червня 1916, Сент-Джозеф, Міссурі — пом. 15 січня 2005, Нью-Йорк) — американська акторка, співачка та політична активістка. Відзначена зіркою на Голлівудській алеї слави.

## Творчість
Дебютувала на початку 1940-х на радіо як співачка, а в 1941 році вперше з'явилася на кіноекранах у драмі Орсона Веллса «Громадянин Кейн». Протягом 1940-х років Воррік продовжувала багато зніматися в кіно, а в 1950-х перемістилася на телебачення. Перший успіх до неї прийшов в 1965 році з серіалом «Пейтон Плейс», де вона наступні три роки грала Ганну Корд, за роль якої в 1967 році отримала свою першу номінацію на «Еммі».
У 1971 році Рут Воррік була запрошена на роль Фібі Тайлер Воллінгфорд у мильну оперу «Всі мої діти», яка стала її єдиною роллю на наступні 35 років. За цю роль акторка двічі номінувалася на телевізійну «Денну премію Еммі». 
У 2004 році акторці була вручена спеціальна премія «Еммі» за акторські досягнення всього її життя. Останній раз в телесеріалі вона з'явилася в 5 січня 2005 року в епізоді, присвяченому тридцятип'ятиліттю шоу, а 15 числа того ж місяця Рут Воррік померла у своїй нью-йоркській квартирі у віці 88 років. Її внесок в американську кіноіндустрію відзначений зіркою на Голлівудській алеї слави.

## Вибрана фільмографія
| Рік  |   | Українська назва       | Оригінальна назва       | Роль                    |
| ---- | - | ---------------------- | ----------------------- | ----------------------- |
| 1941 | ф | Громадянин Кейн        | Citizen Kane            | Емілі Монро Нортон Кейн |
| 1942 | ф | Обов'язок молодої леді | Obliging Young Lady     | Лінда Нортон            |
| 1943 | ф | Вічність і один день   | Forever and a Day       | Леслі Трімбл            |
| 1946 | ф | Пісня Півдня           | Song of the South       | Саллі                   |
| 1947 | ф | Дейзі Кеньйон          | Daisy Kenyon            | Люсіль О'Мара           |
| 1948 | ф | Тріумфальна арка       | Arch of Triumph         | Кейт Бергстрем          |
| 1964 | с | Перрі Мейсон           | Perry Mason             | місіс Вінлок            |
| 1965 | с | Димок зі ствола        | Gunsmoke                | Клара Бентін            |
| 1968 | с | Агенти U.N.C.L.E.      | The Man from U.N.C.L.E. | Еліс Ґерроу             |